# 17歳のエンディングノート
『17歳のエンディングノート』（原題：Now Is Good）は、2012年制作のイギリスの青春ドラマ映画。
ジェニー・ダウンハム原作のベストセラー小説『16歳。死ぬ前にしてみたいこと』の映画化。ダコタ・ファニング主演。PG-12指定。

## あらすじ
少女テッサはガンにより余命が短いことを宣告されたことに絶望し、自宅に引きこもっていた。
やがて17歳になったテッサは、いよいよその時が迫っていることを悟り、残りの人生を精一杯楽しむために親友のゾーイと共に「したいことリスト」を作成し、ひとつひとつ実行に移していく。
そんなある日、彼女の隣家にアダムという青年が引っ越してきた。テッサはアダムに恋をしたことから、生きることの意味を考え直し、やがて生の素晴らしさに気づいていく。

## キャスト
※括弧内は日本語吹替。
- テッサ：ダコタ・ファニング（幸田夢波）
- アダム：ジェレミー・アーヴァイン（陣谷遥）
- パパ：パディ・コンシダイン（一ノ瀬雅彦）
- ママ：オリヴィア・ウィリアムズ（幸田直子）
- ゾーイ：カヤ・スコデラリオ
- フィオナ：ローズ・レスリー（望田ひまり）
- キャル：エドガー・キャハル（のぐちゆり）